# Jefferson County (Ohio)
Das Jefferson County ist ein County im US-Bundesstaat Ohio. Der Verwaltungssitz (County Seat) ist Steubenville.

## Geographie
Das County liegt im äußersten Osten von Ohio und grenzt an West Virginia, dessen Grenze durch den Ohio River gebildet wird. Es hat eine Fläche von 1064 Quadratkilometern, wovon drei Quadratkilometer Wasserfläche sind. An das Jefferson County grenzen folgende Countys:
| Carroll County  | Columbiana County | Hancock County (West Virginia) |
|                 |                   | Brooke County (West Virginia)  |
| Harrison County | Belmont County    | Ohio County (West Virginia)    |

## Geschichte

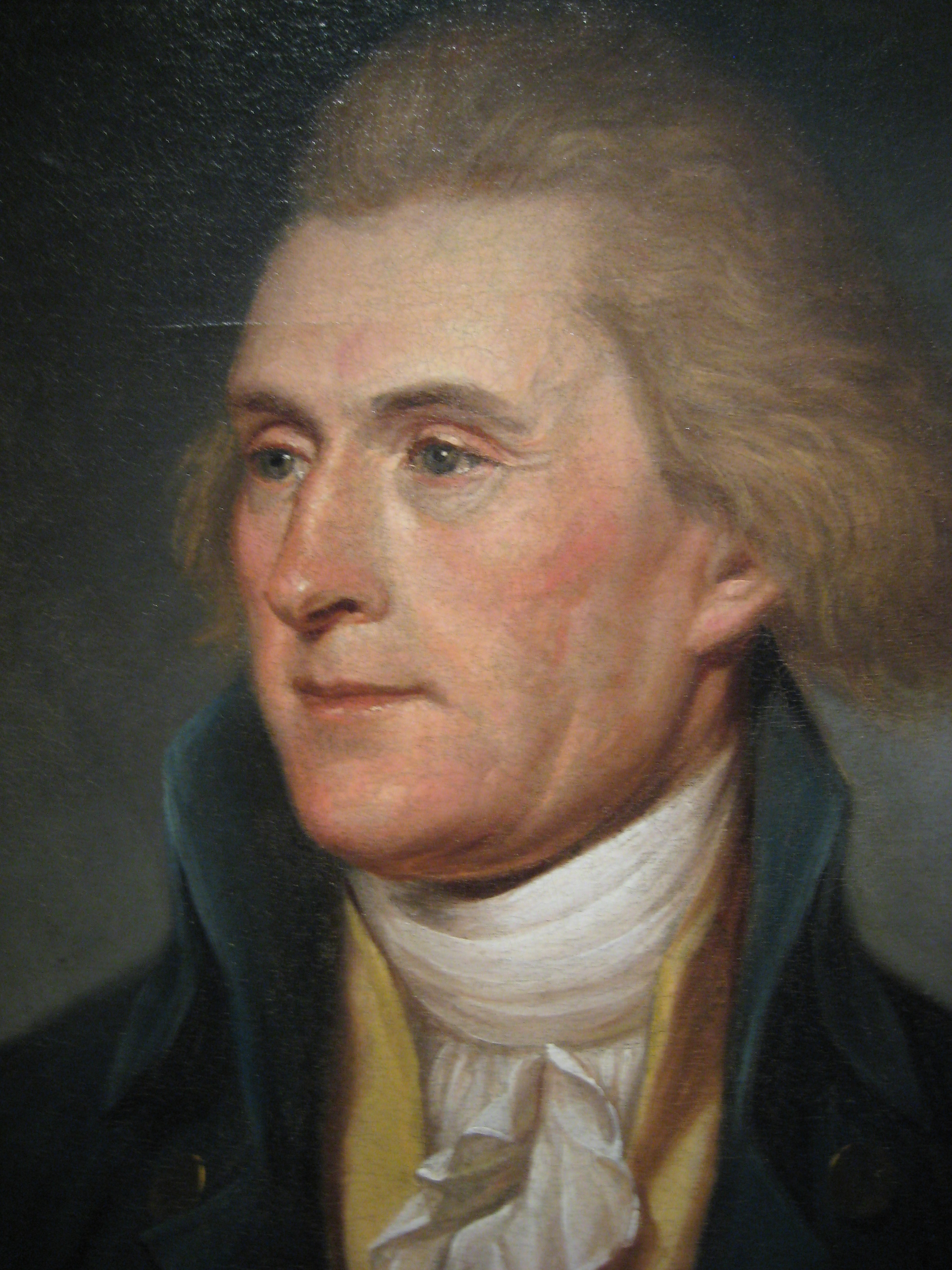
Jefferson

Das Jefferson County wurde am 27. Juli 1797 aus Teilen des Washington County gebildet. Benannt wurde es nach Thomas Jefferson (1743–1826), dem dritten Präsidenten der Vereinigten Staaten (1801–1809).

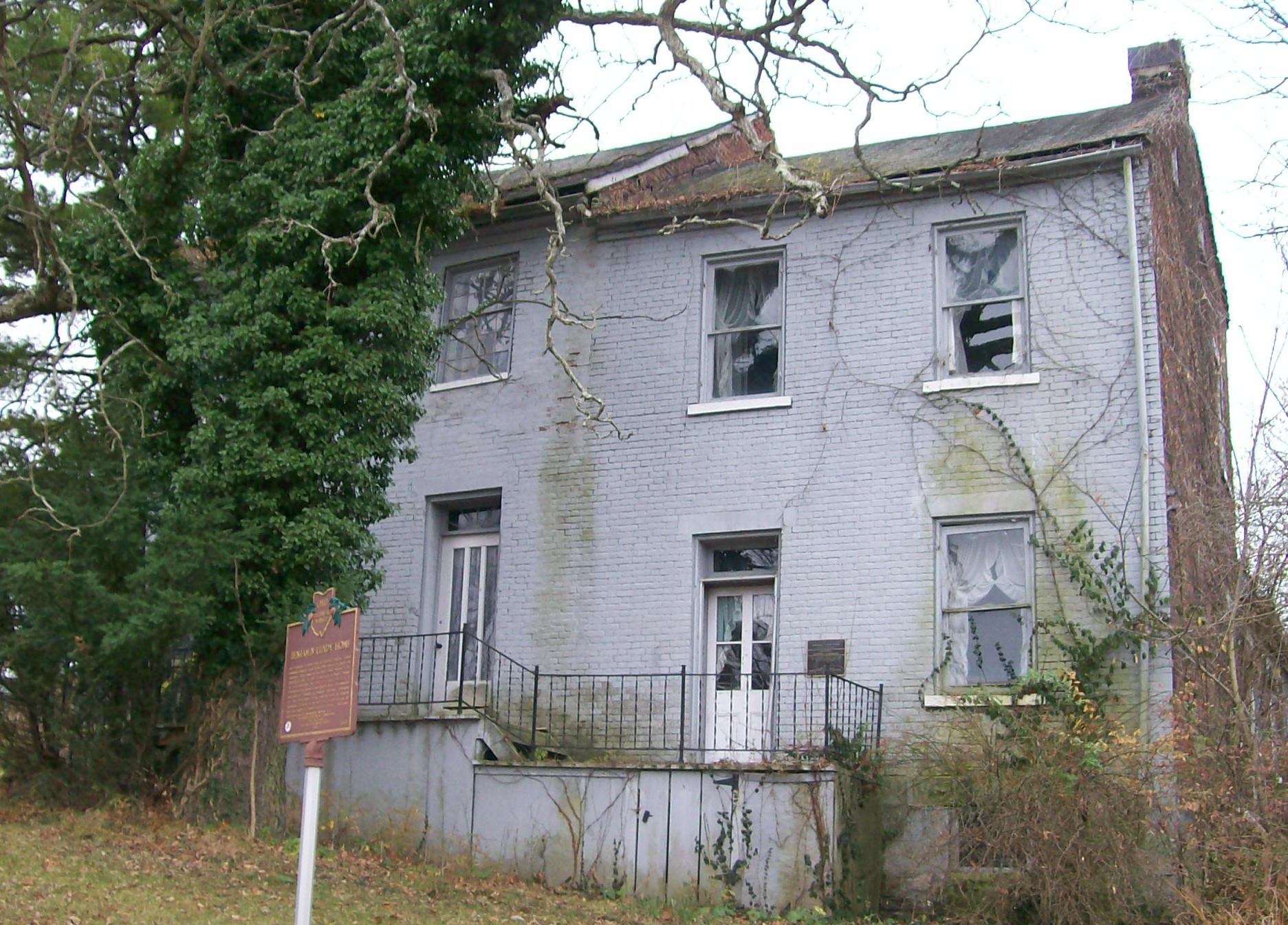
Benjamin Lundy House (2009)

Im County liegen zwei National Historic Landmarks, das Benjamin Lundy House und der Mount Pleasant Historic District. 25 Bauwerke und Stätten des Countys sind im National Register of Historic Places eingetragen (Stand 28. April 2018).

## Demografische Daten
Nach der Volkszählung im Jahr 2010 lebten im Jefferson County 69.709 Menschen in 29.481 Haushalten. Die Bevölkerungsdichte betrug 65,7 Einwohner pro Quadratkilometer.
Ethnisch betrachtet setzte sich die Bevölkerung zusammen aus 91,9 Prozent Weißen, 5,6 Prozent Afroamerikanern, 0,1 Prozent amerikanischen Ureinwohnern, 0,4 Prozent Asiaten sowie aus anderen ethnischen Gruppen; 1,7 Prozent stammten von zwei oder mehr Ethnien ab. Unabhängig von der ethnischen Zugehörigkeit waren 1,1 Prozent der Bevölkerung spanischer oder lateinamerikanischer Abstammung.
In den 29.481 Haushalten lebten statistisch je 2,23 Personen.
20,2 Prozent der Bevölkerung waren unter 18 Jahre alt, 61,5 Prozent waren zwischen 18 und 64 und 18,3 Prozent waren 65 Jahre oder älter. 52,0 Prozent der Bevölkerung war weiblich.

Das jährliche Durchschnittseinkommen eines Haushalts lag bei 37.057 USD. Das Prokopfeinkommen betrug 20.518 USD. 17,6 Prozent der Einwohner lebten unterhalb der Armutsgrenze.

## Städte und Gemeinden
Citys
- Steubenville
- Toronto

Villages
| - Adena1 - Amsterdam - Bergholz - Bloomingdale - Dillonvale - Empire | - Irondale - Mingo Junction - Mount Pleasant - New Alexandria - Rayland - Richmond | - Smithfield - Stratton - Tiltonsville - Wintersville - Yorkville2 |

1 – teilweise im Harrison County

2 – teilweise im Belmont County